# Empresa orquestradora de rede
As empresas orquestradoras de rede são definidas como:
... "empresas que criam uma rede de pares na qual os participantes interagem e compartilham a criação de valor. Eles podem vender produtos ou serviços, construir relacionamentos, compartilhar conselhos, opinar, colaborar, co-criar e muito mais. Exemplos incluem o eBay, Red Hat, Visa, Uber, TripAdvisor, e Alibaba.
 O conceito nasceu no início da década de 90, durante diversas pesquisas sobre comportamento organizacional que estavam sendo realizadas por vários pesquisadores na época como Malone & Crowston, Lipparini & Sobrero, Powell et al, Simonin, e outros.
Em 2001, o termo "empresas orquestradoras de rede" foi oficialmente utilizado pelos autores Remo e Julian após isso, muitos outros pesquisadores seguiram utilizando essa denominação quando se referiam a essa estrutura de relacionamento organizacional.
Em Novembro de 2014, os autores Barry Libert, Jerry (Yoram) Wind e Megan Beck,utilizaram a a definição apresentada acima quando eles propuseram a criação de um novo tipo de modelo de negócios, alterando o antigo padrão de classificação baseado na indústria para um padrão baseado principalmente na forma como a organização investe o seu capital para geral e capturar valor.
A sugestão deles para a criação desse novo modelo de negócio foi construído avaliando as descrições que as empresas faziam de si mesmas nos relatórios anuais, as receitas geradas pelas diversas unidades de negócios, os padrões de alocação de capital como gastos com P&D ou Custos de Produtos Vendidos (CPV), e a percepção de mercado incluindo novos artigos e análise de relatórios.

## Características
Empresas orquestradoras de rede são consideradas como as empresas mais rentáveis, que possuem um crescimento rápido, elevados retornos sobre ativos, custos marginais baixos e grandes margens de lucro.
Os autores da Harvard Bussines Review também mencionam que desde 2013, empresas orquestradoras de rede receberam avaliações referente às suas ações na bolsa, ou aos seus valores de mercado, de 2 a 4 vezes maior, na média, do que as empresas tradicionais, isso reflete os cálculos baseados no valor de mercado da empresa e nas receitas, que são valores difíceis de manipular na contabilidade, refletindo as expectativas dos investidores para os futuros fluxos de caixa.
Esse tipo de empresa mudou do físico para o digital, habilitando uma plataforma digital na qual as pessoas podem se reunir.

## Competências
As competências das empresas orquestradoras de rede apoiam-se em:
1. Conhecimento intangível, por exemplo, empresas como a Gerson Lehrman Group, AlphaSights, Third Bridge ou Coleman Research.
2. Relacionamentos, como, por exemplo, empresas como o Facebook, o Pinterest ou Instagram.
3. Ativos requeridos pelas pessoas, por exemplo, empresas como Uber, Airbnb, TripAdvisor, Red Hat, Lyft, ou Instacart
4. Novas competências relacionadas ao “não gerenciamento” e a “não propriedade” para facilitar uma rede de indivíduos, seus ativos individuais e relacionamentos. O autor Romy Misra[14] mencionou alguns casos de sucesso desse tipo de empresas, tais como a Medium, a Valve Software e a Buffer (aplicativos), entre outras.

## Ativos Intangíveis
Barry Libert, Yoram (Jerry) Wind e Megan Beck.. também declararam que Princípios Contábeis Geralmente Aceitos usualmente categorizam propriedades e equipamentos da empresa como ativos e todos os outros custos, tais como pessoas, treinamentos, e propriedade intelectual, como "outras despesas", mas esse modelo usual não incluí outros importantes "ativos" como clientes, sentimentos, e redes de relacionamentos. Isso leva muitas empresas a sublocar capital nos ativos intangíveis Essa situação traz vantagens para as empresas orquestradoras de rede porque os ativos intangíveis representam aproximadamente 80% do valor de mercado de uma corporação Além disso, a Wharton University of Pennsylvania declarou que "...muitos dos bens mais valiosos do nosso mercado - como idéias, capital intelectual e acesso - são digitalizáveis, mas também nossas redes digitais permitem que eles proliferam com grande facilidade. O custo de dimensionamento está próximo de zero. Quando você adiciona o efeito de rede, onde cada participante adicional (ou nó) na rede aumenta o valor para cada outro participante, a rede impulsiona seu próprio crescimento.".
Os ativos intangíveis dominam o mercado atual com quase 80% do seu valor, enquanto em 1975 isso era considerado apenas 17%, refletindo a óbvia e significante mudança do ativo tangível (físico) para o intangível. Orban Mendoza Valiente declarou que "O ativo intangível sempre será relevante, mas eles são fantasmas da revolução industrial onde produtos são manufaturados in fábricas, com baixos salários, e em condições insuportáveis. Atualmente essa situação é diferente, mas existe uma nova revolução, a revolução do intangível."
A avaliação dos intangíveis são intuitivas e é difícil de mensurar, por exemplo, a construção da rodovia interestadual U.S> levou cerca de 35 anos e foi estimada em US$ 425 bilhões, o Facebook por sua vez atingiu os seus 500 milhões de usuários em pouco menos de 6 anos Além disso, o Facebook atingiu os 2 bilhões de usuários em 2017 em menos de 2 anos, refletindo o alto potencial de crescimento que esse novo tipo de empresa pode ter com relação aos ativos intangíveis, e indicando que a tecnologia digital e redes fazem uma significante diferença nos atuais modelos de negócio.